# Frontul Popular (Spania)
Frontul Popular (în spaniolă Frente Popular) a fost o alianță electorală și un pact format în ianuarie 1936 între diferite organizații politice de stânga, cu scopul de a contesta alegerile generale din acel an. Alianța a fost condusă de Manuel Azaña. 
În Catalonia și în Comunitatea Valenciană de astăzi, coaliția era cunoscută ca Frontul Stângii (catalană : Front d'Esquerres).
Frontul Popular includea Partidul Socialist Muncitoresc Spaniol (Partido Socialista Obrero Español, sau PSOE), Partidul Comunist din Spania (Partido Comunista de España, sau PCE) și republicanii: Stânga Republicană (Izquierda Republicana, sau IR), condus de Azaña și Uniunea Republicană (Unión Republicana, sau UR), condusă de Diego Martínez Barrio⁠(d). 
Acest pact a fost susținut și de naționaliștii galicieni (Partido Galeguista⁠(d), sau PG) și catalani (Esquerra Republicana de Catalunya, sau ERC), de Partidul Muncitoresc de Unificare Marxistă⁠(d) (Partido Obrero de Unificación Marxista, sau POUM), de sindicatul socialist Uniunea Generală a Muncitorilor (Unión General de Trabajadores, sau UGT) și de sindicatul anarhist Confederația Națională a Muncii (Confederación Nacional del Trabajo, sau CNT). Mulți anarhiști care aveau să lupte mai târziu alături de forțele Frontului Popular în timpul Războiului Civil Spaniol nu i-au susținut în alegerile din 1936, îndemnându-și simpatizanții să se abțină la vot.
Cominternul a decis în 1935 că, sub forma unui răspuns la creșterea popularității fascismului, fronturile populare care aduc împreună partide comuniste și alte partide antifasciste, inclusiv partidele socialiste și chiar burgheze, erau recomandate. În Spania, această decizie a luat forma unei coaliții între republicanii de stânga și organizații muncitorești, ce își propunea apărarea reformelor sociale ale primului guvern (1931–1933) al celei de-A Doua Republici. De asemenea, aceștia își doreau și eliberarea prizonierilor, (politici conform propagandei de front), deținuți încă din perioada Revoluției Asturiene din Octombrie 1934.
Frontul Popular a învins Frontul Național (o coaliție de partide de dreapta) și a câștigat alegerile din 1936, formând un nou guvern spaniol. Manuel Azaña a fost ales Președinte al Republicii în mai 1936, dar PSOE nu s-a alăturat guvernului din cauza opoziției lui Francisco Largo Caballero⁠(d). .
În iulie 1936, generalii conservatori/monarhiști au instigat la o lovitură de stat care a început Războiul Civil Spaniol. Guvernul a dizolvat Armata Republicană Spaniolă de pe teritoriul loial acestuia și a înarmat grupurile armate organizate de sindicatele UGT și CNT și de partidele muncitorești PSOE, PCE și POUM. Acțiunea aceasta a fost motivată de succesul inițial al milițiilor acestoa în fața forțelor franchiste la Madrid, Barcelona, Bilbao și Valencia. În octombrie, armata a fost reorganizată. 
După un război de uzură, generalul Francisco Franco avea să învingă forțele republicane și să conducă Spania ca dictatură, până când moare în 1975.

## Istorie

### Fondarea și manifestul Frontului Popular
Manifestul fondator al Frontului Popular a condamnat acțiunile guvernului condus de conservatori, cerând eliberarea deținuților politici reținuți după noiembrie 1933 și reangajarea angajaților de stat greviști care fuseseră suspendați, concediați sau transferați „fără proces echitabil sau din motive de persecuție politică”. Acesta a mai propus înființarea unui sistem judiciar independent de controlul guvernamental, investigarea și urmărirea penală a actelor de violență nejustificată din partea poliției și revizuirea Legii Ordinii Publice pentru a proteja drepturile cetățenilor împotriva puterii arbitrare.
Manifestul a subliniat moderarea politică împotriva radicalismului.
Alianța a susținut o politică economică moderată de stânga, care a respins ideea naționalizării pământului și, în schimb, a susținut subvenționarea agriculturii, o nouă lege progresistă a închirierii de proprietăți și promovarea formelor colective de producție. A sprijinit măsurile protecționiste de apărare a industriei naționale, a încurajat cercetarea de stat pentru a sprijini industria națională, a promis protecția întreprinderilor mici, extinderea majoră a lucrărilor publice și reforma fiscală progresivă .  Manifestul declara opoziția Frontului Popular față de societatea de clasă, afirmând „Republica concepută de partidele republicane nu este o Republică dominată de interese sociale sau economice de clasă, ci un regim de libertate democratică...” dar promitea restaurarea. a anumitor politici economice ale guvernului spaniol din 1931-1933, inclusiv creșterea salariilor pentru muncitorii agricoli. 
Manifestul promitea restabilirea legislației de garantare a autonomiei regionale, care a fost revocată de guvernul condus de conservatori. 

### Alegerile din 1936
La alegerile generale din 1936, Frontul Popular a câștigat, liderul său, Manuel Azaña, fiind ales președinte al Spaniei. Frontul a primit 4.654.116 voturi, în comparație cu cele 4.503.524 voturi primite de adversarii săi de dreapta. A ales 278 de deputați, dintre care 99 aparțineau socialiștilor din PSOE, în timp ce dreapta a ales 124 deputați, dintre care 88 aparțineau CEDA⁠(d). Mulți dintre aleșii Frontului Popular erau profesioniști din medii înstărite.
În cabinetul președintelui Azaña au fost numiți oameni de diferite medii politice din cadrul Frontului Popular, cum ar fi Amós Salvador, arhitect și proprietar bogat, și José Alonso Mallol, un fost socialist radical. În urma victoriei electorale, coaliția a organizat un marș la Madrid cu peste 250.000 de susținători, având mii de membrii ai Partidului Socialist și Comunist marșând în uniformă.
Frontul și-a îndeplinit imediat promisiunea de reangajare a lucrătorilor concediați din motive politice și le-a rambursat individual salariile pierdute pe minim 39 de zile și maxim 6 luni lucrate. 
Azaña a răspuns la recenta creștere a actelor de violență, incendiere și vandalism din partearadicalilor de stânga, împotriva partidelor de dreapta și a instituțiilor Bisericii Catolice, denunțând aceste acțiuni. Violența politică necontrolată a continuat până în martie, cele mai mari tulburări având loc în Granada, unde un atac violent al susținătorilor dreptei spaniole a provocat o grevă generală și o revoltă în masă a stângiștilor din oraș.
În special, violența care a implicat alianțe de comuniști și socialiști versus falangiști a dus la mai multe crime, în așa fel încât, până în iulie, au avut loc 269 de crime politice.
Azaña a acceptat cererile mișcărilor de stânga pentru pedepsirea generalului Eduardo López Ochoa⁠(d), liderul militar al campaniei asturiene din 1934 împotriva grevelor muncitorești de acolo.  Guvernul republican a făcut, de asemenea, schimbări majore în Armata Spaniolă, comandanți pro-republicani sau neutri fiind instalați în mai multe posturi, în timp ce comandanții cu loialitate îndoielnică au fost mutați în poziții mai mici sau îndepărtate de continent. De exemplu, generalul Francisco Franco a fost înlăturat din funcția de Șef de Stat Major al Armatei și a fost trimis în Insulele Canare, iar generalul Emilio Mola⁠(d) a fost retrogradat dintr-un comandament major din Marocul Spaniol într-o poziție de comandant al unei brigăzi din Pamplona.
Guvernul nu a rămas mult timp la putere, în principal din cauza conflictului de opinii ideologice din partea multor partide. Singurul factor care a cântărit enorm în favoarea Frontului Popular a fost unitatea pentru înfrângerea fascismului. 
După ce au fost învinși în Războiul Civil Spaniol, coaliția a fost dizolvată, iar Franco a condus Spania ca dictator până la moartea sa în 1975.